# Animal Crossing: Happy Home Designer
Animal Crossing: Happy Home Designer ist ein 2015 veröffentlichtes Sandbox-Spiel von Nintendo für die Handheld-Konsole Nintendo 3DS. In dem Spin-off der Animal-Crossing-Serie richtet der Spieler im Unterschied zur Hauptreihe die Häuser der Tier-Nachbarn statt seines eigenen Hauses ein. Mit Happy Home Paradise erschien 2021 ein Nachfolger als Erweiterung zu New Horizons.

## Spielprinzip
Als Angestellter des Immobilienmaklers Tom Nook hat der Spieler die Aufgabe, die Häuser der aus der Animal-Crossing-Serie bekannten Tierfiguren nach deren Wünschen zu gestalten. Unterstützt wird der Spieler von Tom Nook, dem Vorsitzenden der Akademie des schönen Hauses, Fred, dessen Nichte Karlotta und Moritz. Die Bewohner und das Möbel-Inventar stammen aus dem Ableger der Hauptreihe New Leaf. Im Gegensatz dazu können Möbelstücke in Happy Home Designer nicht nur innerhalb der Häuser, sondern auch in den Vorgärten der Bewohner platziert werden. Auch die aus New Leaf bekannte Einkaufsmeile lässt sich individuell gestalten. Unter anderem ist es möglich, eine Schule, einen Supermarkt und ein Krankenhaus zu entwerfen.

## Veröffentlichung und Vermarktung
Ein neues Animal-Crossing-Spiel wurde am 29. Oktober 2014 angedeutet, als Produzent Katsuya Eguchi sagte, dass sie immer noch entscheiden, was sie als Nächstes für die Serie tun. Am 1. April 2015 kündigte Nintendo bei einer Nintendo Direct-Ausgabe das Spiel der Animal-Crossing-Marke namens Happy Home Designer an. Der Titel erschien in Japan am 30. Juli 2015, in Nordamerika am 25. September 2015 und in Europa am 2. Oktober 2015. Einen Tag später wurde das Spiel auch in Australien veröffentlicht.

### Amiibo-Karten
Zusammen mit Happy Home Designer wurden sogenannte Amiibo-Karten vorgestellt und eingeführt, von denen eine dem Spiel beiliegt und die separat in Sets von je drei Karten vertrieben werden. Ähnlich wie Amiibo-Figuren schalten diese in Kombination mit dem Spiel und einer kompatiblen Konsole über eine NFC-Schnittstelle zusätzliche Spielfunktionen frei. Mit den Amiibo-Karten kann gezielt das Haus des auf der Karte abgebildeten Charakters eingerichtet werden. Die Häuser ausgewählter Charaktere sind ausschließlich über solche Karten freizuschalten. Zudem ist es möglich, bestimmte Möbel auf den Karten zu speichern und diese auf ein anderes 3DS-Gerät zu übertragen. Ist das Haus eines Bewohners fertig eingerichtet, besteht die Möglichkeit, mit Amiibo-Karten weitere Tierfiguren in das Haus einzuladen. Die erste Reihe von 100 Amiibo-Karten erschien zeitgleich mit dem Spiel, insgesamt sind 400 Karten der Serie erschienen.

### Editionen
Zum Verkaufsstart des Spiels wurden neben der regulären Version noch spezielle Pakete angeboten, die stets eine spezielle Amiibo-Karte enthalten. Das New Nintendo 3DS + Animal Crossing: Happy Home Designer Pack enthält 4GB einen weißen New Nintendo 3DS, eine 4GB microSD-Karte und einen Satz Design-Cover, die nicht separat in Europa erhältlich sind. Das Spiel ist auf dem Gerät vorinstalliert. Die New Nintendo 3DS XL Animal Crossing: Happy Home Designer Edition besteht aus einem weißen New Nintendo 3DS XL mit besonderem Aussehen und einer 4GB microSD-Karte. Auch hier ist das Spiel vorinstalliert. Das Animal Crossing: Happy Home Designer + NFC-Lese-/Schreibgerät Pack enthält das Spiel sowie eine zufällige Amiibo-Karte und ein NFC-Lese-/Schreibgerät, das erforderlich ist, um beim Nintendo 3DS (XL) bzw. 2DS die Amiibo-Karten lesen zu können. Das NFC-Lese-/Schreibgerät ist auch separat im Handel erhältlich. Am 18. März erschien das Happy Home Designer-Paket mit einer Amiibo-Figur von Melinda im Sommer-Outfit.

### Photos with Animal Crossing
Vom 10. bis 30. August 2015 veranstaltete Nintendo in Kooperation mit McDonald’s eine Werbe-Aktion für Animal Crossing: Happy Home Designer. Im Aktionszeitraum waren wöchentlich je eine spezielle AR-Karte in allen teilnehmenden Restaurants der Kette verfügbar. Zudem konnte sich der Spieler über die Nintendo Zone einen Downloadcode für die Software Photos with Animal Crossing sichern. Mit der Software und einer dazugehörigen AR-Karte ließen sich Tierfiguren aus der Serie auf den Bildschirm des Systems der Nintendo 3DS-Familie projizieren und vor einer realen Umgebung, die über die 3DS-Kamera eingefangen wird, anschauen. Bereits vor Start des Aktionszeitraums war die erste der drei AR-Karten und der Downloadcode zum Spiel exklusiv auf der Gamescom 2015 verfügbar.

## Rezeption
Laut Wertungsaggregator Metacritic erhielt Happy Home Designer „gemischte oder durchschnittliche“ Bewertungen der Computerspielpresse. Onlinemagazin GamesRadar+ lobte vielfältige Einrichtungsmöglichkeiten, die Anpassbarkeit von Gegenständen und unterhaltsame Nachbarn, vermisst jedoch die Freiheiten der Animal-Crossing-Hauptreihe.